# Dhemaji (huyện)
Huyện Dhemaji là một huyện thuộc bang Assam, Ấn Độ. Thủ phủ huyện Dhemaji đóng ở Dhemaji. Huyện Dhemaji có diện tích 3237 ki lô mét vuông. Đến thời điểm năm 2001, huyện Dhemaji có dân số 569468 người.